# 郭正基
郭正基（英語：Francis Xavier Guo Zheng-ji；1914年4月15日—2004年5月3日；聖名：方濟）是天主教中國籍主教。曾任內蒙古林東宗座監牧區宗座監牧（聖座）及巴彥淖爾盟教區主教（中國建制）。

## 生平
郭正基出生於1914年4月15日，在中華民國綏遠省磴口縣的一個公教家庭。1929年他15歲時進入修院學習，且於1942年7月26日郭正基在28歲時晉鐸，成為寧夏教區司鐸。其後，在北京天主教輔仁大學修讀中文系，並在兩所總修院執教6年。郭正基精通拉丁文、法語和英語，且愛好寫作。
1949年10月1日，中國共產黨在中國大陸地區建立中華人民共和國，並開始針對天主教進行宗教迫害及打壓，教會已經無法正常運作。1958年至1978年期間，郭神父被捕及被強迫進行勞運改造，先後在兩座農場和一所鹽場裡工作。1979年獲釋後，重新恢復行使司鐸職責。
1980年8月，由中國政府控制的組織中國天主教愛國會未經聖座准許，擅自將內蒙古自治區內的教區按照行政區劃重新劃分為呼和浩特教區、赤峰教區、巴彥淖爾盟教區、包頭教區、烏蘭察布盟教區。
1989年，郭正基神父在74歲時獲選成為愛國會所擅自設立的內蒙古西部巴彥淖爾盟教區主教候選人，其後獲時任教宗若望保祿二世認可成為內蒙古東北部林東宗座監牧區宗座監牧。同年10月28日，朱問漁和郭正基在北京由山東濟南總教區非法主教宗懷德主禮，內蒙古綏遠總教區總主教王學明和山西大同教區主教郭印宮襄禮晉牧。
郭主教任內曾先後襄禮晉牧在1993年的劉靜山為寧夏教區主教、1995年的劉世功為集寧教區主教和1997年的王希賢為綏遠總教區主教。1007年，郭主教作為中國教會代表團成員，訪問比利時，並向外界描述中國教會的痊癒和迅速發展。
自1999年起郭主教就患有呼吸系統疾病，每年春季都因季節變化而反復發作，甚至惡化。2004年5月3日，郭正基主教在中國寧夏回族自治區首府銀川市的醫院救5天後去世，享年90歲。同月7日，郭主教的追思彌撒在三盛公天主教堂舉行，由內蒙古集寧教區主教劉世功主禮，來自臨近各教區約30位司鐸和40位修女出席，並有約30名地下教會團體信徒參與。宗教事務處、民族事務與國家安全事務辦公室共派出約10名官員出席。追思彌撒和安葬禮儀其間，內蒙古公安廳出動大批治安人員，維持現場的安全秩序。同日，由內蒙古集寧教區主教劉世功秘密主禮為杜江晉牧接任內蒙古東部林東宗座監牧區宗座監牧。但是，政府一直未有認可他的主教身份。